# Снежноягодник мягкий
Снежноя́годник мя́гкий (лат. Symphoricarpos mollis Nutt.) — листопадный кустарник, вид рода Снежноягодник семейства Жимолостные. Родина — Северная Америка.
Растёт в основном на сухих, солнечных склонах и на открытых местах в лесу, хотя может встречаться и в тенистых растительных сообществах. Это растение входит в экосистемы чапарали.

## Ботаническое описание
Высокий ползучий кустарник высотой до 1,5 метров. Его стелющиеся побеги могут достигать длины 3 метров.
Листья супротивные, расположены на опушённых черешках, до 3 см длиной.
Цветки красные или розовые, колокольчатые, собраны в кисти.
Плоды сферической формы, белые или розовые, с двумя косточками внутри. Диаметр около 8 мм. Несъедобны.
Имеется три научно описанных разновидности:
- Symphoricarpos mollis var. hesperius (G.N. Jones)
- Symphoricarpos mollis var. mollis
- Symphoricarpos mollis var. acutus Gray

и один подвид: Symphoricarpos mollis ssp. hesperius

## Таксономия
Вид Снежноягодник мягкий входит в род Снежноягодник (Symphoricarpos) семейства Жимолостные (Caprifoliaceae) порядка Ворсянкоцветные (Dipsacales).
|  |                                      |  |                                                             |                                                             |                       |  | ещё 6 семейств (согласно Системе APG II) | ещё 6 семейств (согласно Системе APG II) |                          |  |  |  | ещё около 15 видов |
|  |                                      |  |                                                             |                                                             |                       |  | ещё 6 семейств (согласно Системе APG II) | ещё 6 семейств (согласно Системе APG II) |                          |  |  |  | ещё около 15 видов |
|  |                                      |  |                                                             | порядок Ворсянкоцветные                                     |                       |  |                                          |                                          | род Снежноягодник        |  |  |  |                    |
|  |                                      |  |                                                             | порядок Ворсянкоцветные                                     |                       |  |                                          |                                          | род Снежноягодник        |  |  |  |                    |
|  | отдел Цветковые, или Покрытосеменные |  |                                                             |                                                             | семейство Жимолостные |  |                                          |                                          | вид Снежноягодник мягкий |  |  |  |                    |
|  | отдел Цветковые, или Покрытосеменные |  |                                                             |                                                             | семейство Жимолостные |  |                                          |                                          |                          |  |  |  |                    |
|  |                                      |  | ещё 44 порядка цветковых растений (согласно Системе APG II) | ещё 44 порядка цветковых растений (согласно Системе APG II) |                       |  |                                          | ещё 4 рода                               | ещё 4 рода               |  |  |  |                    |
|  |                                      |  |                                                             | ещё 44 порядка цветковых растений (согласно Системе APG II) |                       |  |                                          |                                          | ещё 4 рода               |  |  |  |                    |

## Размножение
Снежноягодник мягкий размножается главным образом за счет корневых отпрысков, в меньшей степени — семенами.

## Применение
Имеются данные, что коренные американцы использовали измельчённые листья снежноягодника мягкого для лечения язв и ран, а отвар коры — для лечения туберкулёза и венерических заболеваний. Из побегов снежноягодника делали стрелы и свирели.

## Ядовитость
Растение содержит сапонины, которые в больших количествах могут быть ядовиты для домашних или диких животных, хотя официально зарегистрированных случаев отравления не отмечено.